# 激流回旋
輕艇激流（Canoe slalom），是一項編列在輕艇（Canoe/Kayak）項目中之夏季奧林匹克運動會的正式比賽項目，另一項則是輕艇靜水競速（Canoe sprint）。輕艇激流是一項相當刺激且有看頭的運動，選手必須在設計過的人工或天然障礙物河道內，運用控制船艇的技術與激流對抗下通過設計的18-25組標杆，其中包括6組逆流而上的迴旋標杆（呈紅白色）以及順流而下的直徑標杆（呈綠白色）。目前在歐美國家輕艇激流非常盛行，且具備著刺激效果觀賞性的運動。比賽河道約250－400米之間有流速的河道上進行，以計時的方式依序通過設計的標杆路線。

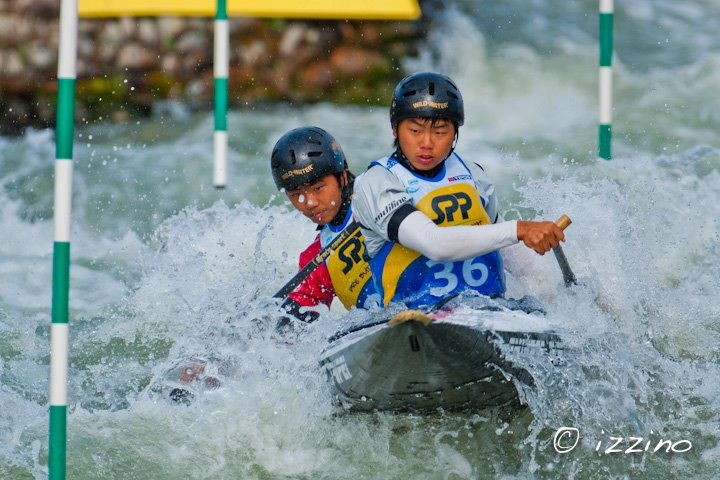
輕艇激流-中華台北 C2

## 歷史

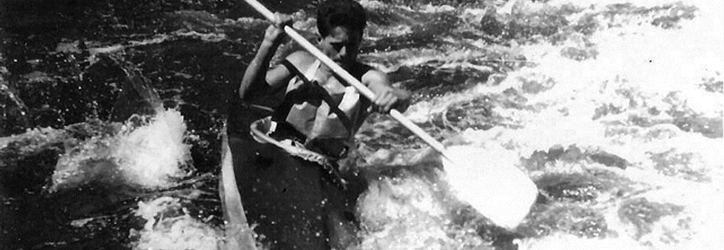
History of Canoe Slalom

輕艇激流项目於1940年起源于欧洲並由世界輕艇總會(International Canoe Federation)接手管理，於1949年首度在瑞士舉辦第一屆世界輕艇激流錦標賽，於1949年至1999年間，每當奇數年時舉辦世界輕艇激流錦標賽，並在2002年後，非奧運年的每年舉辦世界輕艇激流錦標賽。從 1949 年到 1977 年間均在歐洲舉行了所有的世界輕艇激流錦標賽。至1979年世界輕艇激流錦標賽首度在北美洲加拿大-魁北克舉行。

1949年至1963年間船艇材質以玻璃纖維、尼龍與木頭等材料製作，當時的船艇相當沉重，均超過30 公斤的重量。隨著碳纖維、克維拉以及研發技術的進步，船艇至1970年後由世界輕艇協會公告，重量以及寬度降低，使船艇更輕、更快。

1972年首次成为夏季奥林匹克运动会的正式比赛项目，但是迟至1992年夏季奥林匹克运动会方才再次出现在夏季奥运赛场上，此后成为夏季奥运的常规比赛项目。輕艇激流運動中有兩大種類，一是卡雅克式艇（Kayak）又稱K艇，激流艇中船艙口多為橢圓狀，划槳者以坐姿的方式持雙邊槳葉的槳（Paddle）進行賽事。目前男子與女子在奧運正式項目中皆有卡雅克式艇的比賽。二則為加拿大式艇(Canoe)又稱C艇，激流艇中船艙口多為圓形狀，划槳者以雙跪姿的方式持單邊槳葉的槳進行賽事。而加拿大式艇又分做為單人（C1）與雙人(C2)。在未來奧運編列的項目中，將於2016年奧運會後刪除雙人加拿大式艇的項目，並在2020年後增加女子單人加拿大式的比賽。

## 規則
1.必須通過架設在比賽場地上的所有標杆
2.正確的順序通過
3.正確的方向通過
4.必須在最短的時間內完整的通過比賽場地上所架設的所有標杆
5.最少的罰點

### (舊規則)兩趟擇優制以及單趟制
•兩趟擇優制：預賽的總成績為兩趟擇優制，兩趟中最佳的成績為預賽的總成績，並透過大會訂定的篩選名額進入準決賽，再進入決賽。
•單趟制：準決賽以及決賽為單趟制，準決賽中的成績篩選較快的選手進入決賽。

### (2015年新規則)預賽晉級制以及單趟制
•預賽第一趟：將由國際總會以及大會規定直接晉級準決賽之船艇數量，由排名較前之數船艇直接進入準決賽。
•預賽第二趟：預賽第一趟直接晉級者，不須參與第二趟。由國際總會以及大會規定之第二趟晉級準決賽之船艇數量，取部分前幾名之船艇進入準決賽。
•單趟制：準決賽以及決賽為單趟制，準決賽中的成績篩選較快的選手進入決賽。

### 罰點
零罰點 (0)
•正確的通過標桿以及身體、裝備、槳或船的任何一個部位沒有碰觸標桿。

兩罰點 (2)
•正確的通過標桿但身體、裝備、槳或船的任何一個部位碰觸標桿。一次以上的碰觸桿子或碰觸另一支桿子仍判罰兩點。

五十罰點 (50)
•在不正確的方向通過並碰觸標桿(一支或兩支桿子)。
•選手故意的移動標桿使他能夠通過。但選手在料想不到的情況下碰觸標桿(划槳或身體的連續動作)使他通過是能夠被允許的通過標桿。
•選手或選手們的頭在通過標桿線時翻船。
•選手或選手們的頭部任何部位以錯誤的方向通過標桿之標桿線。
•漏掉標桿：發生於未通過標桿卻已通過或碰觸下一組標桿，或是未通過標桿以跨越終點線。
•團體賽中的最後一位選手未在第一位選手通過後15秒抵達終點線。
•當頭的一部份通過標桿線時，船的一部份未在同一時間過標桿線。
•雙人加拿大式艇中其中一位選手未通過標桿。

### 其他相關規定
•選手在通過標杆時沒有碰觸標杆，即使他們的身體、裝備沒有通過標杆線(除了頭以外)不算罰點。
•在選手沒有碰觸標杆、沒有通過標杆線的情況下，即使重複企圖通過標杆皆不算罰點。
•一組標杆內只有2罰點或是50罰點兩種。
•50罰點為一位選手在一組標杆內最高罰點。
•翻船的定義於當選手的頭部完全地進入水中。
•棄船的定義為選手(或雙人加拿大式其中一位)完全地離開了他的船艇。
•愛斯基摩翻滾不算是棄船。在團體賽的比賽過程中，選手們幫助對隊員操作愛斯基摩翻滾不算罰點。

### 船艇比賽限制
所有卡雅克式艇(K1)最小長度 3.50 m、最小寬度 0.60 m、重量限制 9kg 以上。
所有加拿大式艇(C1)最小長度 3.50 m、最小寬度 0.60 m、重量限制 9kg 以上。
所有加拿大式雙人艇(C2)最小長度 4.10 m、最小寬度 0.75 m、重量限制 13kg 以上。
•所有船艇前後端必須皆有最小半徑 2cm 的水平寬度和 1cm 垂直高度。
•卡雅克式艇(K1)選手必須持雙槳葉的槳以及坐姿的方式比賽；加拿大式艇(C1、C2)選手必須持單槳葉的槳以及雙跪姿的方式比賽。

## 靜水障礙標桿
輕艇項目在青年奧運中採用一對一靜水競速賽 (head to head canoe sprint) 及障礙標桿 (obstacle slalom) 方式進行，其比賽場地僅需約長200 m、寬100 m之水域，而其比賽模式要求每位選手皆須參加靜水競速及障礙標桿兩個項目。輕艇障礙標杆亦為2014年仁川亞運之正式比賽項目。

障礙標桿賽之比賽場地，分為左、右兩個場地，其比賽路線相同但方向相反，同樣以一對一計時或PK方式進行比賽。選手由跳台同時出發，並依序照標杆順序通過，紅色標杆需從左手邊通過，綠色標杆則需從右手邊通過，並於通過第五標杆後，進入翻滾區域完成一個360度的愛斯基摩翻滾，並依照回程路線折返，船頭通過終點線為完成比賽，選手須以輕艇激流船艇進行比賽。整趟路線包括跳台跳水、6個約90度之轉彎、2個270度轉彎及一個愛斯基摩翻滾，考驗選手精確的控船技巧及體能要求。比賽場地長約50 m，寬約40 m，而完成總比賽路線之時間約為70-90 s。

## 奧林匹克運動會比賽場地
1972年:德國 Augsburg, W
1992年:西班牙 La Seu d'Urgell
1996年:美國 Ocoee River
2000年:澳洲 Penrith
2004年:希臘 Athens
2008年:中國 顺义奥林匹克水上公园
2012年:英國 Lee Valley
2016年:巴西 奥运白水体育场
2020年:日本 東京